# Paul Weinrowsky
Paul Weinrowsky (Wolin, 24 de agosto de 1874 – Połczyn-Zdrój, 1945) foi um didático da física alemão.
Em 1933 assinou a Declaração dos Professores Alemães por Adolf Hitler.

## Obras
- Untersuchungen über die Scheitelöffnungen bei Wasserpflanzen, Berlim 1898
- Geschichte der Berliner Burschenschaften Franconia, Berlim 1928
- Physik, Handbuch der Volksschulpädagogik, Diesterweg, Frankfurt/Main 1933
- com Ulrich Peters: Erziehungs- und Unterrichtsplan der Kieler Ausbildungsschulen, 1937